# PRIDE 無差別級グランプリ 2006 2nd ROUND

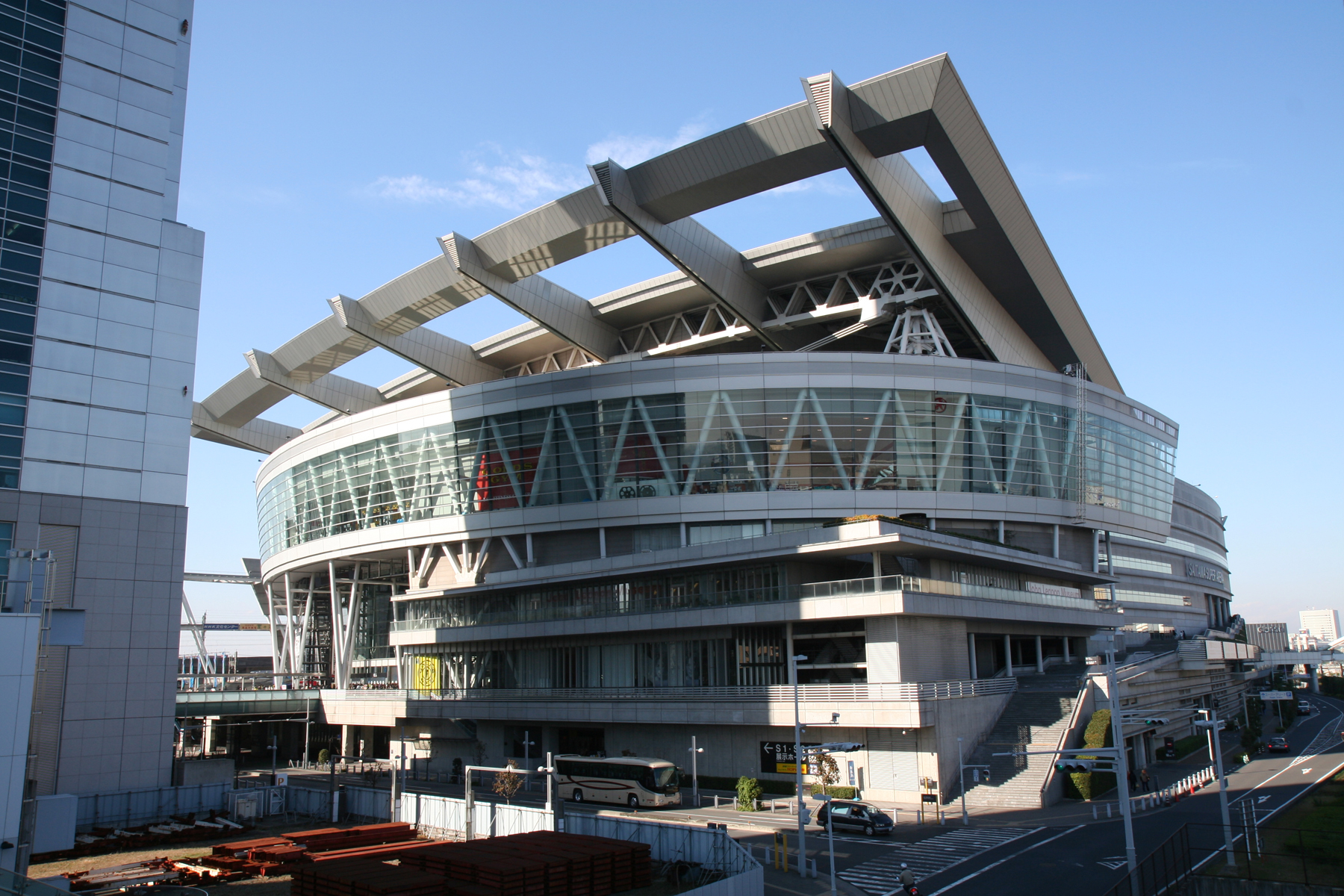
会場のさいたまスーパーアリーナ

PRIDE 無差別級グランプリ 2006 2nd ROUND（プライド むさべつきゅうグランプリにせんろく セカンドラウンド）は、日本の総合格闘技イベント「PRIDE」の大会の一つ。2006年（平成18年）7月1日、埼玉県さいたま市のさいたまスーパーアリーナで開催された。海外PPVでの大会名は、「PRIDE Critical Countdown Absolute」。
大会キャッチコピーは「奈落へ昇れ。」。

## 大会概要
エメリヤーエンコ・ヒョードルの負傷欠場により、ヴァンダレイ・シウバがミドル級代表として急遽参戦し、ヘビー級の藤田和之と対戦。持ち前のラッシングファイトでTKO勝ちを収めた。
吉田秀彦はミルコ・クロコップにTKO負けを喫し、これにより日本勢は全滅した。
ジョシュ・バーネットはマーク・ハントから秒殺の一本勝利を挙げ、一躍優勝候補の筆頭に。ファブリシオ・ヴェウドゥムは善戦するもアントニオ・ホドリゴ・ノゲイラに判定で敗れた。
キャリア9戦全勝のエジソン・ドラゴがPRIDEデビュー。

## 試合結果
第1試合 ヘビー級ワンマッチ 1R10分、2・3R5分
○  パウエル・ナツラ vs.  エジソン・ドラゴ ×
1R 4:33 腕ひしぎ十字固め
第2試合 ヘビー級ワンマッチ 1R10分、2・3R5分
○  中尾"KISS"芳広 vs.  イ・ウンス ×
1R 4:16 TKO（ドクターストップ：左目の負傷）
第3試合 ミドル級ワンマッチ 1R10分、2・3R5分
○  ビクトー・ベウフォート vs.  高橋義生 ×
1R 0:36 KO（左フック）
第4試合 ミドル級ワンマッチ 1R10分、2・3R5分
○  アントニオ・ホジェリオ・ノゲイラ vs.  アリスター・オーフレイム ×
2R 2:13 TKO（タオル投入：スタンドパンチ連打）
第5試合 ミドル級ワンマッチ 1R10分、2・3R5分
○  中村和裕 vs.  エヴァンゲリスタ・サイボーグ ×
1R 4:49 V1アームロック
第6試合 PRIDE 無差別級グランプリ 2006 2回戦 1R10分、2・3R5分
○  アントニオ・ホドリゴ・ノゲイラ vs.  ファブリシオ・ヴェウドゥム ×
3R終了 判定3-0
※ノゲイラがグランプリ準決勝進出
第7試合 PRIDE 無差別級グランプリ 2006 2回戦 1R10分、2・3R5分
○  ヴァンダレイ・シウバ vs.  藤田和之 ×
1R 9:21 TKO（タオル投入：サッカーボールキック）
※シウバがグランプリ準決勝進出
第8試合 PRIDE 無差別級グランプリ 2006 2回戦 1R10分、2・3R5分
○  ジョシュ・バーネット vs.  マーク・ハント ×
1R 2:02 チキンウィングアームロック
※バーネットがグランプリ準決勝進出
第9試合 PRIDE 無差別級グランプリ 2006 2回戦 1R10分、2・3R5分
○  ミルコ・クロコップ vs.  吉田秀彦 ×
1R 7:38 TKO（タオル投入：ローキック連打）
※ミルコがグランプリ準決勝進出